# ランポン族
ランポン（Lampong）、もしくランプン（Lampung）族は、インドネシアのランプン州に居住しているマレー語系民族。同地には20世紀初頭よりインドネシア政府の移民政策によりジャワ族が移ってきており、同州の人口の50%以上を占めるが、彼らは一般的には含めない。大きくはアブン族、パミンギル族、プビアン族、マリンゲイ族の4つの部族にわかれ、お互いに対立を続けながら主権を争っていた。一時期はバンテン王国の支配を受けるも形成期間の大半が同族の抗争に費やされている。

## 社会
コショウの栽培と焼畑耕作による農耕を営む民族で、かつては巨石文化や首狩りの習慣を有していた。父系クランを中心とした親族制度をとっている。

## 部族
アブン族（オラン・アブン族）
4つの部族のうち、ランポン州東部・中部に居住するアブン族が最大の集団を形成する。彼らはランポン州西部の山岳地帯から移動してきた民族で、純粋な原住民族である。
プビアン族
ランポン州中部に居住するプビアン族は、ジャワ族とアブン族との混血民族である。
パミンギル族（パミンギー族）
ミナンカバウ族の子孫としてランポン州南部の海岸沿いに居住する民族。